# Terrorgruppe
Terrorgruppe es una banda alemana de Berlín que fue fundada en 1993 y se separó en 2005.
La banda es famosa por sus actuaciones en directo, en las que realizan varias bromas e invitan al público a subir con ellos.
Los fanáticos del grupo son generalmente muy jóvenes, por lo que la banda se ha ganado la etiqueta de hacer pasar a estos jóvenes al punk más duro.
La banda se reunió el 2013. El 2014 sale a la venta su nuevo álbum, Inzest im Familiengrab.

## Discografía

### Álbumes de estudio
- Musik für Arschlöcher CD (1995, Gringo/Metronome) LP (Teenage Rebell)
- Music for Assholes MC (1996, Pop Noise, solo sacado en Polonia)
- Musik für Leute wo gern trinken Pipi (1996, Teenage Rebell)
- Melodien für Milliarden CD (1996, Gringo) LP (Teenage Rebell)
- PUNKCERIALIEN LP (1997, Gringo/Alternation)
- Keiner hilft euch LP (1998, Gringo Records) (Nobody helps you)
- Allein gegen Alle 7" (2000, Epitaph Records)
- 1 World 0 Future (2000, Epitaph Records)
- Fundamental (2003, Destiny/Aggropop)
- Rust In Pieces (2006, Destiny/Aggropop)
- Inzest im Familiengrab (2014, Destiny/Aggropop)

### Directos
- Terrorguppe Live (1994)
- Blechdose (2002, Destiny/Aggropop) (Tin)

### Recopilatorios
- Nonstop Aggropop 1977-97 (1997, Gringo Records)
- Schöne Scheisse (2004, Destiny/Aggropop) (Holy Shit)

Una discografía más detallada puede ser encontrada en  Archivado el 2 de marzo de 2008 en Wayback Machine..